# Quinteto Tiempo
El Quinteto Tiempo es un grupo de música folklórica de Argentina creado en La Plata. El grupo reconoce su origen en el  Quinteto Vocal Tiempo creado en 1966 y dirigido inicialmente por Jorge Cumbo; luego de algunos cambios en sus miembros, en 1972 el conjunto se integró definitivamente, sin volver a tener cambios, adoptando el nombre de Quinteto Tiempo. Los cinco miembros estables del grupo desde 1972 son Alejandro Jáuregui, Eduardo Molina, Santiago Suárez, Rodolfo Larumbe y Ariel Gravano, dirigidos por Carlos Groisman.
El Quinteto Tiempo tiene un considerable reconocimiento internacional, destacándose su popularidad en Centroamérica, donde influyó en la formación de grupos vocales folklóricos.
Entre las canciones más conocidas de su cancionero se encuentran El pueblo unido jamás será vencido (Quilapayún), "Tío Pedro" (Chango Rodríguez), "El río está llamando" (Julio Lacarra), "La pastorcita perdida" (Atahualpa Yupanqui), "La muerte del carnaval" (Daniel Toro-José Gallardo), "Canción con todos" (César Isella-Armando Tejada Gómez), "Poema para despertar a un niño" (Alfredo Rubio-Jorge Cumbo), "Te recuerdo Amanda" (Víctor Jara), "Pobladora de luz" (Eduardo Molina-Jorge Cumbo), "Triunfo agrario" (Armando Tejada Gómez - César Isella), "Vamos ahora -Pra não dizer que não falei das flores-" (Geraldo Vandré).

## Trayectoria

### Quinteto Vocal Tiempo (1966-1972)
El grupo tiene su origen en la ciudad de La Plata a partir de la relación entre Alejandro Jáuregui y Eduardo Molina, amigos desde niños. Ellos dos y Miguel Ángel Coloma, Sara Masi y Guillermo Masi, integraron la primera formación, dirigidos y siguiendo los arreglos de Jorge Cumbo, por entonces ya un reconocido músico de La Plata.
Se suceden las actuaciones, destacándose su adhesión al Movimiento del Nuevo Cancionero, liderado por Armando Tejada Gómez y Mercedes Sosa, y participan en El Chasqui, un espectáculo realizado por Armando Tejada Gómez en el estadio del Club Atlético Huracán en Buenos Aires. A partir de 1968 los arreglos corales quedan a cargo de Guillermo Masi, hasta su partida en 1970 (luego se vincularía con Opus Cuatro y el coro Procanto Popular).
En enero de 1969 son contratados para actuar en el Festival de Cosquín, el más importante de la música folklórica de Argentina. Cómo Quinteto Vocal Tiempo no grabaron ningún álbum propio. Su primera grabación fue en el álbum Promoción 69 (1969), junto a otras figuras destacadas del Festival de Cosquín de ese año, donde interpretan "Pobladora de luz" y "Refalosa del adiós". En 1970 grabaron su primer simple, para el sello Musicamundo, con los temas "La raíz de tu grito" y "Te recuerdo Amanda" (V. Jara). Ese mismo año graban "Canción con todos" junto a César Isella, autor de la música.
En abril de 1971 obtuvieron el tercer premio en el Primer Festival de la Nueva Canción Argentina con los temas "Poema para despertar a un niño" de Alfredo Rubio y Jorge Cumbo. Graban "Breve historia de Juan" con Chañy Suárez y César Isella, incluido en el álbum Hombre en el Tiempo de este último; participan en el histórico espectáculo Las Ruinas del Olvido, de Armando Tejada Gómez, realizado en las Misiones Jesuíticas de San Ignacio.

### Quinteto Tiempo (1972 en adelante)
Entre 1968 y 1971 el grupo había cambiado algunos de sus integrantes, ingresando Rodolfo Larumbe en 1969, Ariel Gravano en 1970 y Santiago Suárez en 1971. Ellos tres junto a Alejandro Jáuregui y Eduardo Molina, compondrían una formación estable, dirigidos por Carlos Groisman, que no sufriría más cambios en adelante, circunstancia inusual entre los grupos musicales. En 1972 adoptaron el nombre Quinteto Tiempo y grabaron su primer álbum El río está llamando (1973), tomando para título una canción de Julio Lacarra sobre la insurrección popular conocida como el Cordobazo.
A partir de 1975 y sobre todo con la dictadura instalada en 1976 el grupo sufrió amenazas y censura, lo que le impidió difundir su trabajo en Argentina. Con esas restricciones grabaron entre 1975 y 1982 cinco álbumes y participaron en festivales internacionales y trabajos en conjunto con otros importantes artistas latinoamericanos.
En 1984, con la recuperación de la democracia en Argentina, volvieron a poder lanzar un álbum en su país, su séptimo trabajo propio, titulado simplemente Quinteto Tiempo. Desde entonces se destacó su obra de difusión de la nueva canción latinoamericana (Vamos a andar) y Quinteto Tiempo canta a Armando Tejada Gómez (2002).
En 2020 el Quinteto pierde a dos de sus integrantes, con los fallecimientos de Alejandro Jáuregui el 1 de octubre, y de Santiago Suárez el 16 de diciembre. En 2022, el 29 de agosto, fallece Rodolfo Larumbe.

## Discografía

### Álbumes
Todos los álbumes fueron publicados como Quinteto Tiempo. 
1. La Raíz de Tu Grito/Te recuerdo Amanda, Musicamundo, Buenos Aires, 1970
2. El río está llamando, EMI-Odeón, Buenos Aires, 1973
3. Quinteto Tiempo Vol 2, EMI-Odeón, Buenos Aires, 1975 (prohibido en Argentina y distribuido sólo en el exterior)
4. El pueblo unido, Amiga RD, Alemania, ? (prohibido en Argentina y distribuido sólo en el exterior)
5. Quinteto Tiempo Vol 3, EMI-Odeón, Buenos Aires, 1975 (prohibido en Argentina y distribuido sólo en el exterior)
6. Canto del pueblo argentino, Love Records, Finlandia, 1978
7. De lejos vengo, Yasi Musical, Paraguay, 1982
8. Quinteto Tiempo, EMI, 1984
9. Vamos a andar, Todas las voces
10. ...Y otras pasiones, Melopea Discos, 1992
11. Somos lo que éramos, Fonocal, 2001
12. QT canta a Armando Tejada Gómez, Fonocal, 2002
13. Éramos lo que somos, Fonocal, 2003
14. Vivo, Fonocal, 2004
15. Antológico, Fonocal, 2006
16. Live in Canada, Tzijolaj - Fonocal, 2009
17. Clásico, ByM, 2011

### Varios intérpretes
- 4. Festival des politischen Liedes, Eterna, 1974
- Tercer festival de la Nueva Canción Latinoamericana, Discos Pentagrama, 1984